# Myrcia concava
Myrcia concava är en myrtenväxtart som beskrevs av Mcvaugh. Myrcia concava ingår i släktet Myrcia och familjen myrtenväxter. Inga underarter finns listade i Catalogue of Life.